# Francis Charmes
Marie François, mais conhecido como Francis Charmes (Aurillac, 21 de abril de 1848 — Paris, 4 de janeiro de 1916), foi um jornalista, diplomata e político francês.
Foi eleito para a cadeira 40 da Academia Francesa, em 1908.